# WEC 30
WEC 30: McCullough vs. Crunkilton foi um evento de MMA promovido pelo World Extreme Cagefighting. O evento aconteceu em 5 de setembro de 2007 no Hard Rock Hotel and Casino em Las Vegas, Nevada e foi ao ar na Versus.

## Background
O evento contou com a luta pelo Título dos Leves entre o Campeão Rob McCullough e Richard Crunkilton.  Adicionalmente, Chase Beebe defendeu seu Título dos Galos contra o especialista em Jiu Jitsu Brasileiro Rani Yahya, que substituiu Manny Tapia no card após Tapia lesionar o joelho.
O ex-Campeão Peso Leve do UFC Jens Pulver era esperado para fazer sua estréia nos penas e no WEC nesse evento contra Cub Swanson, mas foi retirado do card com uma lesão no joelho. A luta foi remarcada para o WEC 31 três meses depois, onde Pulver venceu por finalização.
Sergio Gomez era originalmente esperado para enfrentar o estreante no WEC Donald Cerrone nesse evento, mas foi retirado do card e substituído pelo estreante Kenneth Alexander.
Kevin Knabjian era esperado para enfrentar Blas Avena nesse evento, mas foi substituído pelo estreante no WEC Joe Benoit

## Pagamentos
O seguinte pagamento dos lutadores foi divulgada pela Comissão Atlética de Nevada. Isso não inclui o dinheiro de patrocínio e bônus de "vestiário" muitas vezes dado pelo WEC.
- Rob McCullough: $24,000 (incluindo $12,000 de bônus de vitória) derrotou Richard Crunkilton: $10,000
- Chase Beebe: $10,000 ($5,000 de bônus de vitória) derrotou Rani Yahya: $6,000
- Brian Stann: $10,000 ($5,000 de bônus de vitória) derrotou Jeremiah Billington $2,000
- Miguel Torres: $20,000 ($10,000 de bônus de vitória) derrotou Jeff Bedard $4,000
- John Alessio: $22,000 ($11,000 de bônus de vitória) derrotou Marcelo Brito: $3,000
- Marcus Hicks: $8,000 ($4,000 de bônus de vitória) derrotou Scott McAfee: $2,000
- Bryan Baker: $6,000 ($3,000 de bônus de vitória) derrotou Jesse Forbes: $4,000
- Donald Cerrone: $6,000 ($3,000 de bônus de vitória) derrotou Kenneth Alexander: $3,000
- Blas Avena: $6,000 ($3,000 de bônus de vitória) derrotou Joe Benoit: $2,000
- Ian McCall: $4,000 ($2,000 de bônus de vitória) derrotou Coty Wheeler: $2,000